# Concord Records
Concord Records é uma gravadora americana de propriedade da Concord com sede em Los Angeles, Califórnia. Foi lançada em 1995 como uma gravadora projetada para ir além do selo fundamental da empresa. Os artistas da gravadora ganharam 14 prêmios Grammy e 88 indicações ao prêmio.
O logotipo original, uma colcheia estilizada incorporando o C e o J de "Concord Jazz", foi criado pelo designer gráfico Dan Buck, que também trabalhou em várias capas de álbuns para a empresa.

## História
Em 1999, a Concord Records foi comprada por um consórcio liderado por Hal Gaba e o produtor de televisão Norman Lear. Seus escritórios foram transferidos de Concord, Califórnia, para Beverly Hills em 2002. No mesmo ano, a Concord fez uma parceria com a Starbucks para lançar Genius Loves Company, de Ray Charles, que ganhou oito prêmios GRAMMY, incluindo o Álbum do Ano.
A Concord Records comprou o Fantasy Label Group em 2004 e, em dezembro de 2006, anunciou a reativação do selo Stax Records como um fórum para músicas recém-gravadas.
Em 2007, a Concord Records lançou o selo Hear Music em associação com a Starbucks, contratando artistas como Paul McCartney Joni Mitchell e John Mellencamp. Embora a Starbucks tenha deixado de ser uma parceira ativa, a Concord manteve o Hear ativo, tendo um álbum Top 5 em 2010 com Live at the Troubadour, de Carole King e James Taylor.
Kenny G assinou com a Concord no início de 2008, e Herb Alpert no início de 2009. Em 5 de junho de 2009, Dave Koz assinou com a Concord.
Em 2010, foi divulgado a distribuição global dos catálogos de Wings e Paul McCartney pela Concord Music Group.

## Artistas atuais
| - Ben Williams - Benny Reid - Bill Evans - Billy Gibbons - Boney James - Bud Shank - Cal Tjader - Carl Fontana - Charlie Byrd - Chick Corea - Clare Fischer - Danielle Nicole - Dave Brubeck | - Dave Koz - Dave McKenna - David Pack - Dee Bell - Dennis Rowland - Dirty Dozen Brass Band - Elbow - Elvis Costello - Ernestine Anderson - Esperanza Spalding - Fantasia Barrino - Fourplay - Frank Vignola - Fraser MacPherson - Gene Harris - George Benson - George Shearing - Hiromi Uehara | - Herb Ellis - I Dont Know How But They Found Me - Jake Hanna - James Taylor - Jamison Ross - Javier Colon - Jonny Lang - Karrin Allyson - Kate Higgins - Ken Peplowski - Kenny G - Kenny Wayne Shepherd - Kristin Chenoweth - Kurt Elling - L.S. Dunes - Lindsey Stirling - Lizz Wright | - Michael Feinstein - Molly Ringwald - The Offspring - Paul Simon - Postmodern Jukebox - Rachael MacFarlane - Ramsey Lewis - Rob McConnell - Rosemary Clooney - Santana - Stefon Harris - Steve Perry - Sérgio Mendes - The New Pornographers - Thirty Seconds to Mars - Tears for Fears - Zella Day |